# The River (telenovela)
The River é uma telenovela sul-africana de 2018 criada por Phathu Makwarela e Gwydion Beynon, e dirigida por Johnny Barbuzano. É protagonizada por Don Mlangeni, Moshidi Motshegwa, Hlomla Dandala, Sindi Dlathu, Lawrence Maleka e Larona Moagi. The River é uma das novelas mais assistidas da África do Sul e vai ao ar no canal 1Magic.
Em março de 2019, The River conquistou onze prêmios no Saftas, incluindo Melhor Telenovela, Melhor Ator Coadjuvante, Melhor Ator e Melhor Atriz em uma Telenovela.

## Enredo
The River segue a vida dos Dlaminis e dos Mokoenas, duas famílias de diferentes origens reunidas e divididas pela descoberta de um diamante em Cullinan, próxima de Pretória.

## Elenco
- Presley Chweneyagae	...	 Thuso Mokoena
- Hlomla Dandala	...	 Zweli Dikana
- Sindi Dlathu	...	 Lindiwe Dlamini-Dikana
- Shannon Esra	...	 Sandra Stein
- Connie Ferguson	...	 Harriet Khoza
- Ferry Jele	...	 Veronica
- Galaletsang Koffman	...	 Beauty
- Sello Maake Ka-Ncube	...	 Malome Thabiso
- Lawrence Maleka	...	 Zolani Dlamini
- Zenokuhle Maseko	...	 Mbali Dikana
- Don Mlangeni	...	 Thato Mokoena
- Tinah Mnumzana	...	 Flora
- Larona Moagi	...	 Itumeleng Mokoena
- Lunga Mofokeng	...	 Andile Dikana
- Matshepo Mokgopi	...	 Dimpho Mokoena

## Prêmios e indicações
2019: International Emmy Awards
1. Melhor Telenovela (indicada)

2019: South African Film and Television Awards
1. Best Editor (Johan Oelsen / Bongi Malefo /Matodzi Nemungadi) (ganhou)